# 5605-ös mellékút (Magyarország)
Az 5605-ös mellékút egy bő 7 kilométeres hosszúságú, négy számjegyű mellékút Tolna vármegye és Baranya vármegye határvidékén; Bonyhád határszélétől húzódik Mecseknádasdig. Mivel szinte végig a 6-os főút mai – az útjába eső települések lakott területeit jobbára elkerülő – nyomvonalát kíséri, biztosra vehető, hogy korábban a főút (vagy annak elődje) része volt.

## Nyomvonala
Tolna vármegye és Baranya vármegye, ezen belül Bonyhád és Hidas határvonala közelében indul; nem teljesen egyértelmű, hogy Tolnát, illetve Bonyhádot milyen mértékben érinti, de néhány méter megtételét követően már biztosan baranyai területen halad. Ma a 65 362-es számú mellékútból ágazik ki, amely Bonyhád belterületének déli szélétől idáig húzódva, egykor szintén a mai 6-os főút része volt, az 5605-ös út nullpontjától pedig keletnek folytatódik, a Dombóvár–Bátaszék-vasútvonal Hidas-Bonyhád vasútállomásának térségéig.
Kezdőpontján nagyjából 400 méterre keletre húzódik a 6-os főúttól, dél-délnyugati irányban, és aránylag gyors ütemben közeledik annak nyomvonalához: az 1+250-es kilométerszelvénye táján, Hidas belterületének keleti szélén keresztezi is azt és átvált az északi oldalára. A község belterületén, több kisebb irányváltásától eltekintve végig a Kossuth Lajos utca nevet viselve húzódik, így lép ki a belterületről is, nem sokkal a negyedik kilométere után és így hagyja maga mögött a település határát is, mintegy 4,3 kilométer után.
Mecseknádasd területén folytatódik, ott már szinte teljesen délnek húzódva, nagyjából 50-100 méterről, nyugati irányból követve a 6-os főút mai nyomvonalát. Szinte pontosan a hatodik kilométerénél éri el e település belterületét, települési neve itt az északi falurészben Liszt Ferenc utca, majd a központhoz közelítve Rákóczi Ferenc utca; ezen a néven már délnyugati irányt követ. A hetedik kilométerét elhagyva egy közel derékszögű irányváltással délkeletnek fordul, a Jókai Mór utca nevet veszi fel, és így hamarosan véget is ér, beletorkollva a 6-os főútba, annak a 167+650-es kilométerszelvénye közelében.
Teljes hossza, az országos közutak térképes nyilvántartását szolgáló kira.gov.hu adatbázisa szerint 7,271 kilométer.

## Települések az út mentén
- (Bonyhád)
- Hidas
- Mecseknádasd